# Amolops ricketti
Amolops ricketti är en groddjursart som först beskrevs av George Albert Boulenger 1899.  Amolops ricketti ingår i släktet Amolops och familjen egentliga grodor. IUCN kategoriserar arten globalt som livskraftig. Inga underarter finns listade i Catalogue of Life.